# Craqueamento
Em geologia do petróleo, química e petroquímica, craqueamento (termo originado do termo inglês cracking, rompimento, fratura, quebra, divisão) é como se denominam vários processos químicos na indústria pelos quais moléculas orgânicas complexas como querogênios ou hidrocarbonetos são quebradas em moléculas mais simples (por exemplo, hidrocarbonetos leves) por quebra de ligações carbono-carbono nos precursores pela ação de calor e/ou catalisador.
A taxa de rompimentos e os produtos finais são fortemente dependentes destas temperaturas de reação e presença de quaisquer catalisadores. Craqueamento, também referido como pirólise, é o colapso de um grande alcano em menores e mais úteis alcanos e um alqueno. Colocando de maneira mais simples, craqueamento de hidrocarbonetos é o processo de quebra de cadeias longas em mais curtas.

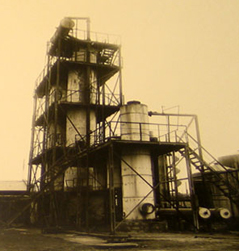
Unidade de processo de craqueamento Shukhov, Baku, URSS, 1934.

Um exemplo típico de craqueamento na indústria do refino de petróleo é a produção de gasolina (iso-octano) e gás de cozinha (propano + butano) a partir do craqueamento catalítico dos gasóleos.
C36H74 (gasóleo parafínico) → C8H18 (iso-octano) + C3H8 (propano) + C4H10 (butano)
Craqueamentos dos hidrocarbonetos do petróleo em condições naturais, no subsolo, pela próprio calor da energia geotérmica, ocorrem.

## Aplicações
Processos de craqueamento 1 2 e em refinarias de petróleo permitem a produção de produtos "leves", tais como gás liquefeito de petróleo (GLP) e gasolina das frações de destilação pesadas de petróleo, como gasóleo e resíduos. Craqueamento catalítico fluido produz um alto rendimento de gasolina e GLP, enquanto a hidrocraqueamento é uma importante fonte de combustível de jato, diesel, nafta e o GLP.
Craqueamento térmico é usado atualmente para "melhorar" frações pesadas ("upgrading" "visbreaking"), ou para a produção de frações leves ou destilados, combustível de queimadores e/ou coque de petróleo. Dois extremos do craqueamento térmico, em termos da gama de produtos são representados pelo processo de alta temperatura chamado craqueamento a vapor (steam cracking) ou pirólise (ca. 750-900 ° C ou mais), que produz o valiosa etileno e outras matérias-primas para a indústria petroquímica, e a coqueificação retardada de temperatura mediana (ca. 500 ° C), que pode produzir, sob as condições corretas, o valioso coque agulha, um coque de petróleo altamente cristalino utilizado na produção de eletrodos para as indústrias de aço e alumínio .

### Craqueamento catalítico fluído
Este processo de craqueamento é largamente utilizado em todo o mundo, uma vez que a demanda de gasolina em vários países é superior à dos óleos combustíveis. O craqueamento catalítico corrige o déficit da produção de gasolina e GLP, suplementando a diferença entre a quantidade obtida diretamente do petróleo e a requerida pelo mercado mundial crescente.
O craqueamento catalítico fluido (CCF) é um processo comumente usado, e uma refinaria de petróleo moderna inclui normalmente um cat cracker, particularmente refinarias dos EUA, devido à elevada procura por gasolina. O processo foi usado pela primeira vez em torno de 1942 e emprega um catalisador em pó. Durante a Segunda Guerra Mundial, forneceu às forças aliadas abundante abastecimento de gasolina e borracha artificial, que contrastava com a penúria sofrida pelas forças do Eixo. Processo de implementações iniciais foram baseados em uma alumina catalisadora de baixa atividade, e um reator onde as partículas do catalisador foram suspensas em um fluxo de alimentação ascendente de hidrocarbonetos em um leito fluidizado.
Sistemas de craqueamento catalisados por alumina ainda estão em uso em laboratórios de escolas secundárias e universidades  em experimentos sobre alcanos e alcenos. O catalisador é normalmente obtido por trituração de pedra-pomes, que contêm principalmente óxido de alumínio e sílica, em pequenas peças porosas. No laboratório, o óxido de alumínio (ou recipiente pososo) deve ser aquecido.
Em projetos mais recentes, as reações de craqueamento ocorrem usando-se um catalisador muito ativo baseado em zeólita em um curto tempo de contato em um tubo vertical ou inclinado para cima chamado de "riser". Alimentação pré-aquecida é pulverizada na base do riser através de bocais de alimentação, onde entra em contato com o catalisador fluidizado extremamente quente entre 1230 e 1400 °F (665 a 760 °C). O catalisador quente vaporiza a alimentação e catalisa as reações de craqueamento, que dividem o óleo de alto peso molecular em componentes mais leves, incluindo o GPL, gasolina e diesel.
A mistura de hidrocarbonetos e catalisador flui para cima através do riser em apenas alguns segundos e, em seguida, a mistura é separada por ciclones. Os hidrocarbonetos livres de catalisador são encaminhados para um dos principais fracionadores para a separação em gás combustível, GLP, gasolina, nafta, óleos leves usados em motores diesel e combustível de aviação e óleo combustível pesado.
Durante a passagem em ascensão pelo riser, o catalisador de craqueamento é "gasto" por reações que depositam coque no catalisador e reduzem a atividade e seletividade. O catalisador "gasto" é desvinculado de vapores de hidrocarbonetos do craqueamento e enviado a um separador específico (stripper) em que é posto em contato com vapor para remover os hidrocarbonetos remanescentes nos poros do catalisador.
O catalisador "gasto" passa então por um regenerador de leito fluidizado onde o ar (ou ar mais oxigênio, em alguns casos) é usado para queimar o coque para restaurar a atividade catalítica e também fornecer o calor necessário para o ciclo seguinte da reação, sendo o craqueamento uma reação endotérmica. O catalisador "regenerado" flui então para a base do riser, repetindo o ciclo.
A gasolina produzida na unidade de CCF tem uma elevada octanagem mas é quimicamente menos estável em relação a outros componentes da gasolina, devido a seu perfil de olefínicos. Olefinas na gasolina são responsáveis pela formação de depósitos poliméricos em tanques de armazenamento, dutos e injetores de combustível. O GPL de CCF é uma importante fonte de olefinas C3-C4 e isobutano que são essenciais para o alimentação de processos de alquilação e na produção de polímeros, tais como polipropileno.
Os reatores de craqueamento catalítico podem ser adiabáticos e não adiabáticos, os quais operam com o perfil de temperatura otimizado. Existem vários trabalhos de simulação sobre craqueamento do gasóleo na literatura, todos eles considerando o riser como um reator adiabático. A concentração mássica de gasolina na saída dos reatores para o caso adiabático é de 38,0%, enquanto que no caso dos reatores com perfil de temperatura otimizado, não-adiabáticos, situa-se em 38,4%. Na determinação de um perfil ótimo de temperatura ao longo do reator, maximizando a produção de gasolina na saída, implementa-se métodos por cálculo numérico, em especial cálculo variacional, como o método de Pontryagin, para a previsão da conversão do gasóleo em gasolina e subprodutos.

### Hidrocraqueamento
O hidrocraqueamento é um processo de craqueamento catalítico, que se serve de uma elevada pressão parcial de gás hidrogénio, sendo utilizado principalmente na produção de gasolina de alta octanagem, bem como outros combustíveis líquidos . Semelhante ao hidrotratamento, a função do hidrogénio é a purificação da corrente de hidrocarboneto de enxofre e de hétero-átomos.
Os produtos deste processo são hidrocarbonetos saturados. Dependendo das condições de reação (temperatura, pressão, atividade catalítica), estes produtos variam de etano e GLP, aos hidrocarbonetos pesados, compostos principalmente por isoparafinas. O hidrocraqueamento normalmente é facilitado por um catalisador bifuncional, o qual é capaz de reorganizar e quebrar cadeias de hidrocarbonetos, bem como pela adição de hidrogénio a aromas e olefinas para produzir naftenos e alcanos.
Os principais produtos do craqueamento são o combustível de jato e o diesel, bem como fracções de gasolina de alta octanagem e GLP. Todos estes produtos têm um índice muito baixo de enxofre e outras contaminantes.
É muito comum na Índia, Europa e Ásia, pois nessas regiões há alta demanda de diesel e querosene. Nos Estados Unidos, o craqueamento catalítico fluido também é comum, pois a demanda por gasolina é maior.

### Craqueamento a vapor
Craqueamento a vapor é um processo petroquímico no qual hidrocarbonetos saturados são divididos em hidrocarbonetos menores, frequentemente insaturados. É o principal método industrial para produzir o mais leves alcenos (ou comumente olefinas), incluindo eteno (ou etileno) e propeno (ou propileno).
No craqueamento a vapor, uma alimentação de hidrocarbonetos gasosos ou líquidos como nafta, GPL ou etano é diluída com vapor e rapidamente aquecidos em um forno, sem a presença de oxigênio. Normalmente, a temperatura de reação é muito elevada, em torno de 850 ° C, mas a reação só é permitida ocorrer muito brevemente. Em modernos fornos de craqueamento, o tempo de residência é ainda reduzido em milissegundos, resultando em velocidades de gás mais velozes que a velocidade do som, para melhorar o rendimento. Após a temperatura de craqueamento ter sido atingida, o gás é rapidamente resfriado para interromper a reação em uma linha de transferência contendo trocador de calor.
Alimentações de hidrocarbonetos leves, como etano, GPL ou nafta leve dão fluxos de produtos ricos em alcenos mais leves, incluindo etileno, propileno e butadieno. Alimentações de hidrocarbonetos mais pesados (série completa e naftas pesadas, bem como outros produtos de refinaria) dão alguns destes, mas também dão produtos ricos em hidrocarbonetos aromáticos e hidrocarbonetos apropriados para inclusão na gasolina ou óleo combustível. Temperatura mais elevada de craqueamento (também designada por severa) favorece a produção de eteno e benzeno, enquanto menor severidade produz maior quantidade de propeno, hidrocarbonetos C4 e produtos líquidos.
O processo também resulta na deposição lenta de coque, uma forma de carbono, nas paredes do reator. Isto degrada a eficiência do reator, então condições de reação são projetadas para minimizar isso. No entanto, um forno de craqueamento a vapor normalmente só pode funcionar por alguns meses em um momento entre remoções de coque (de-cokings). A remoção de coque exige que o forno deva ser isolado do processo e, em seguida, um fluxo de vapor ou um mistura vapor/ar é passada através das bobinas do forno. Isto converte a camada dura de carbono sólido a monóxido de carbono e dióxido de carbono. Uma vez que esta reação é completa, o forno pode ser retornado ao serviço.
Os produtos produzidos na reação dependem da composição das alimentações, da relação de hidrocarbonetos ao vapor e da temperatura de craqueamento e tempo de permanência do forno.

## Química
"Craqueamento" quebra moléculas maiores em menores. Isto pode ser feito com um método térmico ou catalítico.
O processo de craqueamento térmico segue um mecanismo homolítico, ou seja, quebra ligações simetricamente e então pares de radicais livres são formados.
O processo de craqueamento catalítico envolve a presença de catalisadores ácidos (ácidos geralmente sólidos, como sílica-alumina e zeólitas) que promovem uma ruptura heterolítica (assimétrica) de ligações que cedem pares de íons de cargas opostas, geralmente um carbocátion e ânion hidreto muito instável. Radicais livres localizados nos átomos de carbono e cátions são altamente instáveis e submetidos a processos de reorganização da cadeia, cisão C-C na posição beta (i.e., craqueamento) e transferência de hidrogênio intra e intermolecular ou transferência de hidreto. Em ambos os tipos de processos, os correspondentes reativos intermediários (radicais, íons) são permanentemente regenerados, e assim prosseguem por um mecanismo de auto-propagação em cadeia. A cadeia de reações eventualmente é terminada por recombinação de radical ou íon.

### Craqueamento térmico
O primeiro método de craqueamento térmico, o processo de craqueamento Shukhov, foi inventado pelo engenheiro russo Vladimir Shukhov, patente n º 12.926 do Império Russo, 27 de novembro de 1891.
William Merriam Burton desenvolveu um dos primeiros processos de craqueamento térmico, em 1912, que operava a 700-750 ° F (370 - 400 º C) e a uma pressão absoluta de 90 psi (620 kPa) e era conhecido como o processo Burton. Pouco tempo depois, em 1921, C.P. Dubbs, um funcionário da Universal Oil Products Company, desenvolveu processo de craqueamento térmico um pouco mais avançado  que operava em 750-860 ° F (400-460 ° C) e era conhecido como o processo Dubbs. O processo Dubbs foi amplamente utilizado por muitas refinarias até o início dos anos 1940, quando o craqueamento catalítico entrou em uso.
Modernos craqueamentos térmicos de alta pressão operam com pressões absolutas de cerca de 7.000 kPa. Um processo global de dismutação pode ser observado, onde produtos ricos em hidrogênio "leves" são formados à custa de moléculas mais pesadas que se condensam e são desprovidas de seu hidrogênio. A reação real é conhecida como fissão homolítica e produz alcenos, Que são a base para a produção de polímeros economicamente importantes.
Um grande número de reações químicas tem lugar durante o craqueamento a vapor, a maioria delas baseadas em radicais livres. Simulações por computador destinadas a modelar o que ocorre durante o craqueamento a vapor incluem centenas ou mesmo milhares de reações em seus modelos. As principais reações que ocorrem são:
Reações de iniciação, onde uma única molécula se divide em dois radicais livres. Apenas uma pequena fração das moléculas de alimentação realmente passam pela iniciação, mas estas reações são necessárias para produzir os radicais livres que levam ao restante das reações. No craqueamento a vapor, o início geralmente envolve uma ruptura de ligação química entre dois átomos de carbono, mais do que o vínculo entre um carbono e um átomo de hidrogênio.
CH3CH3 → 2 CH3•
Abstração de hidrogênio, em que um radical livre remove um átomo de hidrogênio de outra molécula, transformando a segunda molécula em um radical livre.
CH3• + CH3CH3 → CH4 + CH3CH2•
Decomposição de radicais, onde um radical livre quebra-se em duas moléculas, uma um alceno, a outra um radical livre. Este é o processo que resulta em produtos alceno do craqueamento a vapor.
CH3CH2• → CH2=CH2 + H•
Adição de radicais, o reverso de decomposição de radicais, na qual um radical reage com um alceno para formar um único, maior radical livre. Esses processos estão envolvidos na formação de produtos aromáticos que resultam quando são utilizadas matérias-primas mais pesadas.
CH3CH2• + CH2=CH2 → CH3CH2CH2CH2•
Reações de terminação, as quais acontecem quando dois radicais livres reagem um com o outro para produzir produtos que não são radicais livres. Duas formas comuns de terminação são recombinação, Onde os dois radicais se combinam para formar uma molécula maior, e dismutação (ou desproporcionação), onde um radical transfere um átomo de hidrogênio para o outro, dando um alceno e um alcano.
CH3• + CH3CH2• → CH3CH2CH3
CH3CH2• + CH3CH2• → CH2=CH2 + CH3CH3
Craqueamento térmico é um exemplo de uma reação cujas energéticas são dominadas por entropia (ΔS°) ao invés de entalpia (ΔH°) na equação de energia livre de Gibbs ∆G°=∆H°-T∆S°. Embora a energia de dissociação D para uma ligação carbono-carbono simples é relativamente elevada (cerca de 375 kJ/mol) e craqueamento é altamente endotérmico, a grande variação positiva de entropia resultante da fragmentação de uma molécula grande em várias partes menores, juntamente com a temperatura extremamente alta, faz o termo TΔS° maior do que o termo ΔH°, favorecendo a reação de craqueamento.
Aqui está um exemplo de craqueamento butano CH3-CH2-CH2-CH3
- 1a possibilidade (48%): craqueamento é feito sobre a ligação CH3-CH2.

CH3* / *CH2-CH2-CH3
após um certo número de passos, obteremos um alcano e um alqueno:
CH4 + CH2=CH-CH3
- 2a possibilidade (38%): craquamento é feito sobre a ligação CH2-CH2.

CH3-CH2* / *CH2-CH3
após um certo número de passos, obteremos um alcano e um alqueno
de diferentes tipos: CH3-CH3 + CH2=CH2
- 3a possibilidade (14%): quebra de uma ligação C-H

após um certo número de passos, obteremos um alceno e gás hidrogênio: CH2=CH-CH2-CH3 + H2 isto é muito útil, pois o catalisador pode ser reciclado.

## Craqueamento em biodiesel e óleos de origem biológica
Realiza-se craqueamento térmico ou pirólise também em biodiesel, e de maneira análoga ao craqueamento de frações destiladas de petróleo, o processo provoca a quebra de moléculas derivadas (ésteres de etila e metila) dos ácidos graxos ou dos próprios óleos vegetais e animais brutos (numa alternativa à rota de transesterificação), por aquecimento a altas temperaturas (superiores a 450°C) na ausência de ar ou oxigênio, formando uma mistura de compostos químicos com propriedades muito semelhantes às do diesel de petróleo, e por isso, sendo chamado bio-óleo, um combustível que possa ser utilizado em qualquer motor diesel.
O biodiesel derivado de óleos vegetais apresenta algumas propriedades, como a viscosidade, fora dos padrões estabelecidos pelas agências reguladoras de combustíveis, como a brasileira ANP. Por exemplo, a viscosidade do biodiesel derivado por transesterificação de óleo de mamona é superior à viscosidade do óleo de soja. Portanto, como tem sido feito em diversos países, o biodiesel só pode ser usado em motores de ciclo diesel quando adicionado ao diesel de petróleo até um limite de 20% em volume, a chamada mistura B20. Diferentemente do craqueamento de frações de petróleo, o craqueamento de ácidos graxos leva à formação de moléculas de hidrocarbonetos de diferentes tamanhos e de gás carbônico (CO2) e água (H2O), devido a presença do grupo carboxila nos ácidos graxos. Em algumas situações esse processo também é auxiliado por catalisadores para a quebra das ligações químicas, de modo a gerar moléculas ainda menores.
O óleo vegetal ou sebos são colocados em um craqueador de aço inoxidável, sendo submetidos a alta temperatura, na presença ou não de catalisadores. Neste craqueador, adequado a produções de pequena escala, contrariamente à transesterificação direta, ocorre rompimento das moléculas de ácidos graxos e a liberação da glicerina (glicerol, que anteriormente, formava com os ácidos graxos íntegros os triglicerídeos, os lipídios. O custo de refino do glicerol neste processo é, proporcionalmente, maior que nas plantas de grande dimensão, apresentando irregularidade da produção pela própria dificuldade de se obter regularidade de composição das matérias-primas, e consequentemente, dificuldade de controle do processo químico. Após o craqueamento, a mistura de hidrocarbonetos e alguns subprodutos e resíduos é então separada por processo de destilação à pressão atmosférica.
As temperaturas de craqueamento e rendimento (%) por faixa de temperatura de corte ( oC) na destilação da mistura de hidrocarbonetos obtidos durante o craqueamento de óleos vegetais são as seguintes:
| Óleo      | Temperatura de craqueamento (°C) | <80 | 80 a 140 | 140 a 200 | >200 |
| --------- | -------------------------------- | --- | -------- | --------- | ---- |
| Soja      | 350 a 400                        | 10  | 15       | 15        | 60   |
| Sais soja | 300 a 320                        | 15  | 10       | 15        | 60   |
| Dendê     | 330 a 380                        | 7   | 9        | 9         | 75   |
| Mamona    | 350 a 400                        | 10  | 10       | 20        | 60   |

A fração (mistura de hidrocarbonetos) que destila em temperaturas superiores a 200 oC apresenta propriedades físico-químicas semelhantes às do diesel de petróleo, indicando que o combustível obtido através de craqueamento térmico de óleos vegetais pode ser uma alternativa viável em substituição ao petróleo.
Determinados processos em desenvolvimento e implementação de craqueamento de óleos de origem biológica compreendem processo de craqueamento termocatalítico, incluindo o uso de dois ou mais reatores de craqueamento catalítico fluido, CCF, ocupando um com gasóleo pesado ou resíduo em condições convencionais, como na indústria de petróleo, enquanto que pelo menos um dos outros reatores processam óleos vegetais em condições adequadas à produção de óleo diesel bio-óleo. Dentre estes processo utiliza-se em alguns o mesmo catalisador utilizado no processo de CCF. Tais processos transformam matérias-primas com alto valor calórico em hidrocarbonetos combustíveis e apresentam excelente eficiência para a obtenção de produtos com alta pureza e não apresentam a formação de glicerina como subproduto típico do processo de transesterificaçâo.
O óleo diesel produzido através destes processos tem qualidade superior, apresenta número de cetano maior do que 40, pois as reações de craqueamento ocorrem a temperaturas baixas e os produtos obtidos são menos oxidados, e portanto são mais puros, do que aqueles obtidos através da tecnologia convencional não catalítica.